# Інженерія біологічних систем

Продукти інженерії біологічних систем

Інженерія біологічних систем або інженерія біосистем — інженерна дисципліна , що передбачає застосування принципів інженерії, проєктування та дизайну для створення стійких та ефективних сільськогосподарських, продовольчих та екологічних систем.
Інженерію біосистем можна розглядати як підмножину ширшого поняття біологічної інженерії або біотехнології, але не в аспектах, які стосуються біомедичної інженерії, оскільки інженерія біосистем, як правило, зосереджена на сільському господарстві, харчових науках, а також на інженерії екосистем.
Дисципліна в основному зосереджена на екологічно безпечних і сталих інженерних рішеннях для задоволення потреб суспільства, пов'язаних з екологією та харчовою промисловістю.

## Передумови та організація
Багато кафедр біологічної інженерії коледжів і університетів мають історію, засновану на сільськогосподарському машинобудуванні, і лише за останні два десятиліття або близько того змінили свої назви, щоб відобразити рух до більш різноманітних програм біологічної інженерії. Цю спеціальність іноді називають сільськогосподарською та біологічною інженерією, біологічною та екологічною інженерією тощо в різних університетах, що загалом відображає інтереси місцевих можливостей працевлаштування.
Оскільки біологічна інженерія охоплює широкий спектр, багато відділів тепер пропонують варіанти спеціалізації. Залежно від кафедри та варіантів спеціалізації, які пропонуються в кожній програмі, навчальні програми можуть збігатися з іншими суміжними галузями. У різних університетах існує кілька різних назв кафедр, пов'язаних з ІБС. Професійні товариства, які зазвичай асоціюються з багатьма програмами біологічної інженерії, включають Американське товариство сільськогосподарських і біологічних інженерів (ASABE) та Інститут біологічної інженерії (IBE), який, як правило, охоплює ІБС. Деякі програми також беруть участь у Товаристві біомедичної інженерії (BMES) та Американському інституті інженерів-хіміків (AIChE).
Інженер з біологічних систем має знання про те, що роблять як інженери-екологи, так і біологи, таким чином подолаючи прірву між інженерією та (немедичними) біологічними науками, хоча це різне в різних навчальних закладах.  З цієї причини інженери біологічних систем стають невід'ємною частиною багатьох екологічних інженерних фірм, федеральних агентств і біотехнологічних галузей. Інженер біологічних систем часто звертається до вирішення проблеми з точки зору використання живих систем для впровадження змін. Наприклад, методи біологічного очищення можна застосовувати для забезпечення доступу до чистої питної води або для поглинання вуглекислого газу.

## Інженерія біологічних систем у сільському господарстві
Інженерія біологічних систем зародилась в 1990-х роках, у поєднанні агроінженерії та харчової інженерії, та передбачає застосування принципів інженерії, проєктування та дизайну для створення стійких та ефективних сільськогосподарських та продовольчих систем. Інженерія біологічних систем поєднує в собі принципи та методи точного землеробства, агроінженерії та проєктування систем, цифрового сільського господарства та інформаційних технологій, циркулярного сільського господарства та біоенергетики, сталого сільського господарства та управління ресурсами, тваринництва, харчових технологій, задля створення стійких, продуктивних та ефективних сільськогосподарських та продовольчих систем.

## Академічні програми з інженерії сільськогосподарських та біологічних систем

### Північна Америка
| Institution                                                                | Program                                       | Web site                      |
| -------------------------------------------------------------------------- | --------------------------------------------- | ----------------------------- |
| Auburn University                                                          | Biosystems Engineering                        | www.eng.auburn.edu/           |
| CalPoly San Louis Obispo                                                   | BioResource and Agricultural Engineering      | www.brae.calpoly.edu/         |
| California State University, Bakersfield                                   | BioResource and Agricultural Engineering      |                               |
| Clemson University                                                         | Biosystems Engineering                        |                               |
| Colorado State University                                                  | Chemical and Biological Engineering           |                               |
| Cornell University                                                         | Biological Engineering                        | bee.cornell.edu/              |
| Cornell University                                                         | Environmental Engineering                     | bee.cornell.edu/              |
| Dalhousie University                                                       | Engineering                                   | www.dal.ca                    |
| Florida A&amp;M University                                                 | Biological Systems Engineering                |                               |
| Illinois Institute of Technology                                           | Chemical Engineering/Food Process Engineering |                               |
| Iowa State University                                                      | Agricultural Engineering                      | www.abe.iastate.edu/          |
| Iowa State University                                                      | Biological Systems Engineering                | www.abe.iastate.edu/          |
| Kansas State University                                                    | Biological Systems Engineering                | www.bae.ksu.edu/home          |
| Laval University                                                           | Agri-Environmental Engineering                |                               |
| Laval University                                                           | Food Engineering                              |                               |
| Louisiana State University                                                 | Biological and Agricultural Engineering       | www.bae.lsu.edu               |
| Massachusetts Institute of Technology                                      | Chemical-Biological Engineering               | www.mcgill.ca/bioeng/         |
| McGill University                                                          | Environmental Engineering                     | www.mcgill.ca/bioeng/         |
| Mercer University School of Engineering                                    | Bioresource Engineering                       |                               |
| Michigan State University                                                  | Biosystems Engineering                        | www.egr.msu.edu/bae/          |
| Mississippi State University                                               | Biological Engineering                        | www.abe.msstate.edu           |
| Mississippi State University                                               | Biomedical Engineering                        | www.abe.msstate.edu           |
| Montana State University                                                   | Biological Engineering                        |                               |
| Montana State University                                                   | Civil Engineering                             |                               |
| Montana State University                                                   | Environmental Engineering                     |                               |
| North Carolina State University                                            | Biological Engineering                        | www.bae.ncsu.edu/             |
| North Carolina Agricultural &amp; Technical State University               | Biological Engineering                        |                               |
| North Dakota State University                                              | Agricultural and Biosystems Engineering       | www.ndsu.edu/aben/            |
| Northern Kentucky University                                               | Biosystems Engineering                        |                               |
| Oklahoma State University                                                  | Biosystems Engineering                        | biosystems.okstate.edu        |
| Oregon State University                                                    | Ecological Engineering                        | bee.oregonstate.edu/          |
| Oregon State University                                                    | Forest Engineering                            | bee.oregonstate.edu/          |
| Penn State University                                                      | Biological Engineering                        | abe.psu.edu/                  |
| Purdue University                                                          | Agricultural Engineering                      | www.purdue.edu/abe            |
| Purdue University                                                          | Biological Engineering                        | www.purdue.edu/abe            |
| Rutgers University                                                         | Bioenvironmental Engineering                  |                               |
| State University of New York College of Environmental Science and Forestry | Bioprocess Engineering                        |                               |
| State University of New York College of Environmental Science and Forestry | Environmental Resources Engineering           |                               |
| South Dakota School of Mines and Technology                                | Bioprocess and Biochemical Engineering        |                               |
| South Dakota State University                                              | Chemical and Biological Engineering           | www.sdstate.edu/abe/          |
| Texas A&amp;M University                                                   | Biological and Agricultural Engineering       | baen.tamu.edu/                |
| Ohio State University                                                      | Agricultural Engineering                      | fabe.osu.edu                  |
| Ohio State University                                                      | Food, Biological, and Ecological Engineering  | fabe.osu.edu                  |
| University of Alabama                                                      | Biological Engineering                        |                               |
| University of Arizona                                                      | Agricultural and Biosystems Engineering       | cals.arizona.edu/abe          |
| University of Arkansas                                                     | Biological Engineering                        | www.baeg.uark.edu/            |
| University of California, Davis                                            | Biological and Agricultural Engineering       | bae.engineering.ucdavis.edu/  |
| University of Colorado at Boulder                                          | Chemical and Biological Engineering           |                               |
| University of Florida                                                      | Agricultural and Biological Engineering       | www.abe.ufl.edu/              |
| University of Guelph                                                       | Biological Engineering                        |                               |
| University of Guelph                                                       | Environmental Engineering                     |                               |
| University of Guelph                                                       | Water Resources Engineering                   |                               |
| University of Georgia                                                      | Agricultural Engineering                      | www.engr.uga.edu              |
| University of Georgia                                                      | Biological Engineering                        | www.engr.uga.edu              |
| University of Hawaii at Manoa                                              | Biological Engineering                        |                               |
| University of Idaho                                                        | Biological Engineering                        | uidaho.edu/                   |
| University of Idaho                                                        | Environmental Engineering                     | uidaho.edu/                   |
| University of Illinois                                                     | Agricultural and Biological Engineering       | abe.illinois.edu/             |
| University of Kentucky                                                     | Biosystems Engineering                        | jokko.bae.uky.edu/BAEHome.asp |
| University of Nebraska-Lincoln                                             | Agricultural Engineering                      | bse.unl.edu                   |
| University of Nebraska-Lincoln                                             | Biological Systems Engineering                | bse.unl.edu                   |
| University of Nebraska-Lincoln                                             | Environmental Engineering                     | bse.unl.edu                   |
| University of Maine                                                        | Bioengineering                                |                               |
| University of Manitoba                                                     | Biosystems Engineering                        | http://umanitoba.ca/          |
| University of Maryland                                                     | Bioengineering                                |                               |
| University of Minnesota                                                    | Bioproducts and Biosystems Engineering        | www.bbe.umn.edu/              |
| University of Missouri                                                     | Biological Engineering                        | bioengineering.missouri.edu/  |
| University of Puerto Rico                                                  | Agricultural and Biosystems Engineering       |                               |
| University of Saskatchewan                                                 | Biological Engineering                        |                               |
| University of Saskatchewan                                                 | Chemical Engineering                          |                               |
| University of Tennessee                                                    | Biosystems Engineering                        | bioengr.ag.utk.edu            |
| University of Washington                                                   | Bioresource Science & Engineering             |                               |
| University of Wisconsin                                                    | Biological Systems Engineering                | bse.wisc.edu/                 |
| Utah State University                                                      | Biological Engineering                        | be.usu.edu                    |
| Virginia Polytechnic University                                            | Biological Systems Engineering                | www.bse.vt.edu                |
| Washington State University                                                | Biological Systems Engineering                | bsyse.wsu.edu                 |

### Центральна і Південна Америка
| Заклад                                                      | відділ                                        | Вебсайт                        |
| ----------------------------------------------------------- | --------------------------------------------- | ------------------------------ |
| Escuela Superior Politécnica del Litoral                    | Інженерія харчової промисловості              |                                |
| Федеральний інститут Сан-Паулу (кампус Аваре), Бразилія     | Інженерія біосистем                           |                                |
| Федеральний університет Кампіна-Гранде, Бразилія            | Інженерія біосистем                           |                                |
| Instituto Tecnologico y de Estudios Superiores de Monterrey | Інженерія харчової промисловості              |                                |
| Національний університет Колумбії                           | Сільськогосподарське машинобудування          |                                |
| Університет Автонома Чапінго, Мексика                       | Відділ зрошення                               | portal.chapingo.mx/irrigacion/ |
| Автономний університет Сан-Луїс-Потосі                      | Харчова інженерія                             |                                |
| Університет Коста-Рики, Коста-Рика                          | Сільськогосподарська та біосистемна інженерія |                                |
| Університет Кампінас, Бразилія                              | Сільськогосподарське машинобудування          |                                |
| Університет Картахени                                       | Харчова інженерія                             |                                |
| Університет де лас Америкас Пуебла                          | Інженерія харчової промисловості              |                                |
| Університет Автонома де Нуево Леон                          | Інженерія харчової промисловості              |                                |
| Університет Сан-Паулу (кампус Пірасікаба), Бразилія         | Інженерія біосистем                           |                                |
| Університет Сан-Паулу (Campus of Pirassununga), Бразилія    | Інженерія біосистем                           |                                |
| Державний університет Сан-Паулу (кампус Тупа), Бразилія     | Інженерія біосистем                           |                                |

### Європа
| Заклад                                                        | відділ                                                                                              |
| ------------------------------------------------------------- | --------------------------------------------------------------------------------------------------- |
| KU Leuven, Бельгія                                            | Кафедра біосистем                                                                                   |
| Льєжський університет, Бельгія                                | Біосистемна інженерія                                                                               |
| Орхуський університет, Данія                                  | Факультет сільськогосподарських наук                                                                |
| Гумбольдт-Університет Берліна, Німеччина                      | Інженерія біосистем                                                                                 |
| Ганноверський університет Лейбніца, Німеччина                 | Біосистеми та інженерія садівництва,                                                                |
| Університет Гогенхайма, Німеччина                             | Сільськогосподарське машинобудування                                                                |
| Технологічний інститут Лариси, Греція                         | Біосистемна інженерна механіка, сільське господарство, харчова наука та інженерія, біоробототехніка |
| Університетський коледж Дубліна, Ірландія                     | Інженерія біосистем                                                                                 |
| Маріборський університет, Словенія                            | Факультет сільського господарства та природничих наук                                               |
| Мадридський технічний університет, Іспанія                    | Сільськогосподарська, харчова та біосистемна інженерія                                              |
| UPC-BarcelonaTech, Іспанія                                    | Агропродовольча та біосистемна інженерія                                                            |
| Вагенінгенський університет і дослідницький центр, Нідерланди | Інженерія біосистем                                                                                 |
| Університет Аланії Алааддіна Кейкубата, Туреччина             | Інженерія біосистем                                                                                 |
| Університет Айдина Аднана Мендереса, Туреччина                | Інженерія біосистем                                                                                 |
| Університет Біледжика Шейха Едебалі, Туреччина                | Сільськогосподарське машинобудування                                                                |
| Університет Біледжика Шейха Едебалі, Туреччина                | Інженерія біосистем                                                                                 |
| Університет Бінгель, Туреччина                                | Інженерія біосистем                                                                                 |
| Університет Бурса Улудаг, Туреччина                           | Інженерія біосистем                                                                                 |
| Університет Дюздже, Туреччина                                 | Інженерія біосистем                                                                                 |
| Університет Ерджієс, Туреччина                                | Інженерія біосистем                                                                                 |
| Університет Хатая Мустафи Кемаля, Туреччина                   | Інженерія біосистем                                                                                 |
| Університет Ігдир, Туреччина                                  | Інженерія біосистем                                                                                 |
| Kahramanmaraş Sütçü İmam University, Туреччина                | Інженерія біосистем                                                                                 |
| Університет Кіршехір Ахі Евран, Туреччина                     | Інженерія біосистем                                                                                 |
| Університет Неджметтина Ербакана, Туреччина                   | Інженерія біосистем                                                                                 |
| Університет Ніґде Омера Халісдеміра, Туреччина                | Інженерія біосистем                                                                                 |
| Університет Текірдаг Намік Кемаля, Туреччина                  | Інженерія біосистем                                                                                 |
| Університет Токат Газіосманпаша, Туреччина                    | Інженерія біосистем                                                                                 |
| Університет Ван Юзунцю Йил, Туреччина                         | Інженерія біосистем                                                                                 |

### Азії
| Заклад                                                                                             | відділ                                         |
| -------------------------------------------------------------------------------------------------- | ---------------------------------------------- |
| Університет Гаджа Мада, Індонезія                                                                  | Сільськогосподарська та біосистемна інженерія  |
| Китайський сільськогосподарський університет                                                       | Сільськогосподарське машинобудування           |
| Північно-Західний університет сільського господарства та лісівництва, Китай                        | Сільськогосподарська ґрунтово-водна інженерія  |
| Шанхайський університет Цзятун, Китай                                                              | Біологічна інженерія; Харчова наука та техніка |
| Університет Сіань Цзяотун, Китай                                                                   | Енергетика та енергетика                       |
| Юньнаньський сільськогосподарський університет, Китай                                              | Сільськогосподарська водно-ґрунтова інженерія  |
| Чжецзянський університет, Китай                                                                    | Інженерія біосистем та харчова наука           |
| Національний університет Тайваню                                                                   | Інженерія біоекологічних систем                |
| Богорський сільськогосподарський університет                                                       | Механіка та біосистемна інженерія              |
| Університет Тарбіат Модарес, Ісламська Республіка Іран                                             | Механічна інженерія біосистем                  |
| Тегеранський університет, Ісламська Республіка Іран                                                | Механічна інженерія біосистем                  |
| Університет Фірдоусі в Мешхеді, Іран                                                               | Механічна інженерія біосистем                  |
| Тебрізський університет, Ісламська Республіка Іран                                                 | Інженерія біосистем                            |
| Університет Уви Веласса Шрі-Ланки                                                                  | Технологія біосистем                           |
| Ґорганський університет сільськогосподарських наук і природних ресурсів, Ісламська Республіка Іран | Кафедра інженерії біосистем                    |
| Університет Ваямба Шрі-Ланки                                                                       | Кафедра інженерії біосистем                    |
| Технологічний інститут Суматери, Індонезія                                                         | Інженерія біосистем                            |
| Національний університет Кюнгпук (KNU), Корея                                                      | Біо-промислове машинобудування                 |
| Chungnam National University (CNU), Корея                                                          | Біосистемне машинобудування                    |
| Сеульський національний університет (SNU), Корея                                                   | Інженерія біосистем                            |
| Національний університет Канвон (KNU), Корея                                                       | Інженерія біосистем                            |
| Університет імені Кахраманмараш Сутчу                                                              | Аграрна біосистема та машинобудування          |
| Університет Суматери Утара (USU)                                                                   | Сільське господарство та біосистемна інженерія |
| Університет Святого Духа Каслік                                                                    | Сільськогосподарське машинобудування           |
| Університет Мапуа                                                                                  | Біологічна інженерія                           |
| Технологічний інститут Мапуа                                                                       | Біологічна інженерія                           |
| Університет Трібхуван (TU, IOEPC), Непал                                                           | Сільськогосподарське машинобудування           |

### Африка
| Заклад                                                                 | відділ                                            |
| ---------------------------------------------------------------------- | ------------------------------------------------- |
| Університет Хавасса, Ефіопія                                           | Інженерія біосистем                               |
| Університет Амбо, Ефіопія                                              | Сільськогосподарська та біотехнологічна інженерія |
| Університет Харамая, Ефіопія                                           | Сільськогосподарське машинобудування              |
| Університет Адама, Ефіопія                                             | Сільськогосподарське машинобудування              |
| Університет Найробі, Кенія                                             | Інженерія навколишнього середовища та біосистем   |
| Університет сільського господарства та технологій Джомо Кеніата, Кенія | Сільськогосподарська та біосистемна інженерія     |
| Університет Гулу, Уганда                                               | Інженерія біосистем                               |

### Книги
- Holden, Nicholas M.; Wolfe, Mary Leigh; Ogejo, Jactone Arogo; Cummins, Enda J. (2021-01). Introduction to Biosystems Engineering.
- Серія книг Innovations in Agricultural & Biological Engineering (2017-2023+)
- Nag, Ahindra (2010). Biosystems engineering. New York: McGraw-Hill. ISBN 978-0-07-160629-5.
- Heldman, Dennis R.; Moraru, Carmen I. (2011). Encyclopedia of agricultural, food, and biological engineering (вид. 2nd edition). Boca Raton, FL. ISBN 978-1-4987-1107-4.
- Coppola Antonio; Di Renzo Giovanni Carlo; Altieri Giuseppe; D'Antonio Paola (2020). Innovative biosystems engineering for sustainable agriculture, forestry and food production: International Mid-Term Conference 2019 of the Italian Association of Agricultural Engineering (AIIA). Cham, Switzerland. ISBN 978-3-030-39299-4.
- Malik Junaid Ahmad; Goyal Megh R.; Sadiq Mohamed Jaffer M. (2023). Sustainable nanomaterials for biosystems engineering: trends in renewable energy, environment, and agriculture (вид. 1st edition). Palm Bay, FL, USA. ISBN 978-1-003-33351-7.

### Журнали
- Agricultural Systems
- International Journal of Agricultural and Biological Engineering
- Agroecology and Sustainable Food Systems
- Nutrient Cycling in Agroecosystems
- Applied Engineering in Agriculture